# Sonia Lovis
Sonia Lhuissier, dite Sonia Lovis, née en 1925 et morte le 1er février 1947, est une violoniste française.

## Biographie
Elle est membre du quatuor à son nom ainsi que de l'orchestre de musique baroque Ars Rediviva de Paris. Sa courte carrière est stoppée nette par sa mort dans le crash aérien d'un DC-3 d'Air France près de Lisbonne alors qu'elle se rendait à une tournée de concerts avec l'orchestre dirigé par Claude Crussard, Ars Rediviva.